# 加藤完治

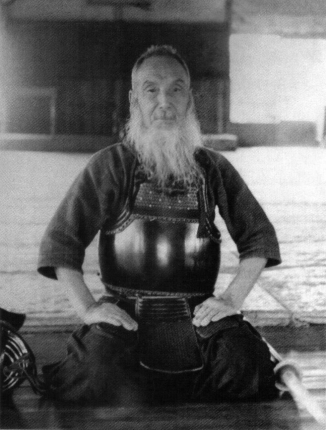
加藤 完治

加藤 完治（かとう かんじ、1884年〈明治17年〉1月22日 - 1967年〈昭和42年〉3月30日）は、日本の教育者、農本主義者、剣道家。

## 来歴・人物
東京府出身。旧平戸藩藩士、加藤佐太郎の長男として生まれる。東京府立第一中学校、第四高等学校を経て、1911年（明治44年）東京帝国大学農科大学を卒業。大学では農学者の那須皓に出会い、直心影流山田次朗吉に剣道を学んだ。
内務省勤務、茨城県水戸市の農業訓練所所長を経て、山崎延吉に招かれ1913年（大正2年）愛知県立安城農林学校（後の愛知県立安城農林高等学校）に教諭として勤務。1915年（大正4年）山形県立自治講習所所長。1925年（大正14年）、茨城県友部町に日本国民高等学校（後の日本農業実践学園）を創立、同校の校長となるため山形県を離れる。農民子弟教育にあたる。入学試験を設けず、生徒が多くなりやむを得ず入学試験を実施した際には、点数の低い者から合格させるように指示した。また、武道による人間教育を唱え、直心影流法定の形を指導した。
当初は熱心なキリスト教徒であったが、後に古神道に改宗、筧克彦の古神道論に基づく農本主義を掲げ、満洲事変後、拓務省に招聘され、関東軍将校で満州国軍政部顧問の東宮鉄男と満蒙開拓移民を推進した。
まず1932年春、帝国議会に「満蒙開拓五カ年計画」が提案されようとしていたが、犬養内閣の蔵相高橋是清は予算が無駄になるだけと見て提案を握り潰した。この頃、山形県の角田一郎退役中佐とともに政府首脳に移民政策を訴える。1932年から1936年まで試験的に武装移民による入植を行われているが、これは必ずしも成功と言い難かった。しかし、加藤の満州移民振興活動との関係性は不明ながら、1936年5月に関東軍から「満洲農業移民百万戸移住計画」が発表され、満州への開拓移民は本格化していく。
その前の1936年3月に加藤は農林省、拓務省の関係者らと会合を行い、その際の議事録が残っている。高橋是清らが暗殺された2・26事件間もない此の時期に、当時はまだ必ずしも乗り気でない拓務省官僚に加藤は、「苦力（も同然）の安い賃銀で仕事をさせたい資本家は移民（として労働力が海外に出ること）を嫌っている」「陸軍軍人が高橋是清を暗殺したのも高橋が資本家の代弁者であったからだ」「移民は日本国民の信念だ」「その希望を達するためには････（邪魔する者は殺されるだろう）」と脅すようなことを語り、「土地代をどうするのか」と難色を示す農林省担当者に対して、加藤は、「どんどん入っていって独特の考えでやればいい」「誰の土地で幾らだと言っていると立ち遅れる」「第一次自衛移民も入ってから土地を買ったぐらいだ」「日本人が行かなければ朝鮮人かシナ人にとられてしまう」と語っている。要するに、接収同然の形でも強引に土地を安値で確保すればいいと言っていて、それを「ドロボウみたいだ」と呆れて笑う役人に対し、加藤は、「そんなことを言えば戦争はダメだということになる」「戦争は大ドロボウで人殺しだから」と、図らずも当時の日本軍進攻による満洲支配について、加藤自身の本音を口にしている。
1937年、「満蒙開拓背少年義勇軍編成に関する建白書」を政府に提出、認められると、1938年（昭和13年）、茨城県内原町（後に水戸市へ編入）の日本国民高等学校（1935年に移転）に隣接して、満蒙開拓青少年義勇軍訓練所を開設、自ら所長となる。8万6千5百３十人を輩出した。東宮鉄男と並んで「満州開拓の父」と呼ばれた。
これら開拓移民は日本国内の食糧不足や農村過剰人口の解消のためとされたが、実質はソ連対策を意識する軍部の思惑と結びついていて、ソ連進攻の際の盾となること、抗日分子に対抗するための治安対策、関東軍への兵員・食糧の供給源となること、また、新設の満州国で日本人の人口比率を高くすることが期待されていた。そのため、ほとんどが北満洲の国境周辺の土地を与えられ、1945年8月のソ連進攻にあたって、開拓団員らが満州奥地から逃げ遅れ、多数の虐殺・自決を起こす原因となった。
戦後、加藤自身は公職追放中の一時、白河市から奥に入った地に義勇隊幹部の一部を連れて組合長となって入植した。
満蒙開拓青少年義勇軍の訓練所の生徒で、満洲開拓団に参加した笛田道雄によれば、加藤の人物像について「厳しいが人なつっこい人」「人間味のある、一度会ったら離れられない魅力のある人」と評している。しかし一方で、ノンフィクション作家で自身も満洲引揚者の中村雪子が「（加藤が）自分のしたことは正しかった、だから自分は自殺もしなかった」と語っているらしいが、と尋ねたところ、笛田は「（加藤は）もっとひどいことを言っている。満洲へ行った開拓者が生きて帰るのは不思議だ。全部死んでもよかった、と言っている」と怒って答えている。
1945年8月、加藤は、終戦詔勅を聞いて呆然自失、満蒙開拓青少年義勇軍訓練所を副所長らに任せて、家に帰り、閉じこもってしまった。このときのことについて、1945年12月『公道』創刊号に加藤本人が寄稿したところによれば、終戦の詔勅を聞いて「一億玉砕すべきであると教えられもし、自分等もそう考えつめておったのに」「これは又夢かとばかり驚いて、ただ自分如きは涙と汗を流しながら、直立不動の姿勢で暫時茫然自失のていであった」「本来ならば所長として一同に何事かいい渡すべきであったが、何分にも万事頭の中が混乱状態に陥っているので、後のことは今井副所長に一任し、自分は家の中に帰って考え込んでしまった」「家に閉じこもって静かに御詔勅をくり返し、くり返し奉読し、更に謹書して大御心の奈辺にあるかを拝察した」「奉読し、謹書している間に段々と大御心のほどが拝察できるようになり」「（陛下の）お言葉を体して、今後は真剣に世界平和の使徒として、日本国民の本分を尽くそうと固く決心するに至った」「無暗に人の事ばかり責めて、自分の事を少しも反省せぬ態度は、決して真面目な日本人のとるべき道ではない。互いに責め合うことはやめて、日本をして今日あらしめたのは、考えて見るほど日本国民全体が悪かったのである」「ここに一大反省をして本当に道義の国日本を再建して、世界各国とともに世界の平和に貢献したいと私は念願する」と、自己弁護の言葉を書いている。
開拓団の問題では世間から厳しい批判にさらされた。一部支持者らは、GHQから戦犯として召喚されたが取調後に加藤は「貴方は日本の再建に是非必要な人です」と敬礼を以て送り返されたといった主張をしているが、戦犯追及は免れたものの公職追放の対象となっている。公職追放が解かれ、1953年（昭和28年）、日本国民高等学校校長に復帰し、のち名誉校長に就任。1967年（昭和42年）、肝臓癌のため死去。

## 伝記
- 牧久『満蒙開拓、夢はるかなり――加藤完治と東宮鐵男』ウェッジ（上下）、2015年